# Villavicencio de los Caballeros
Villavicencio de los Caballeros est une commune de la province de Valladolid dans la communauté autonome de Castille-et-León en Espagne.

## Sites et patrimoine
Les édifices notables de la commune sont :
- Église San Pedro ;
- Église Santa María de la Asunción ;
- Tour San Pelayo ;
- Maison-Palais des Francos, avec ses deux écus sur la façade.

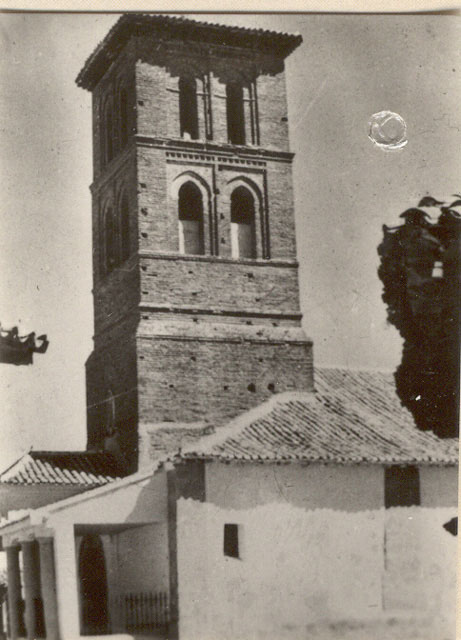
Église San Pedro. Fondation Joaquín Díaz.